# Геологическое общество Франции

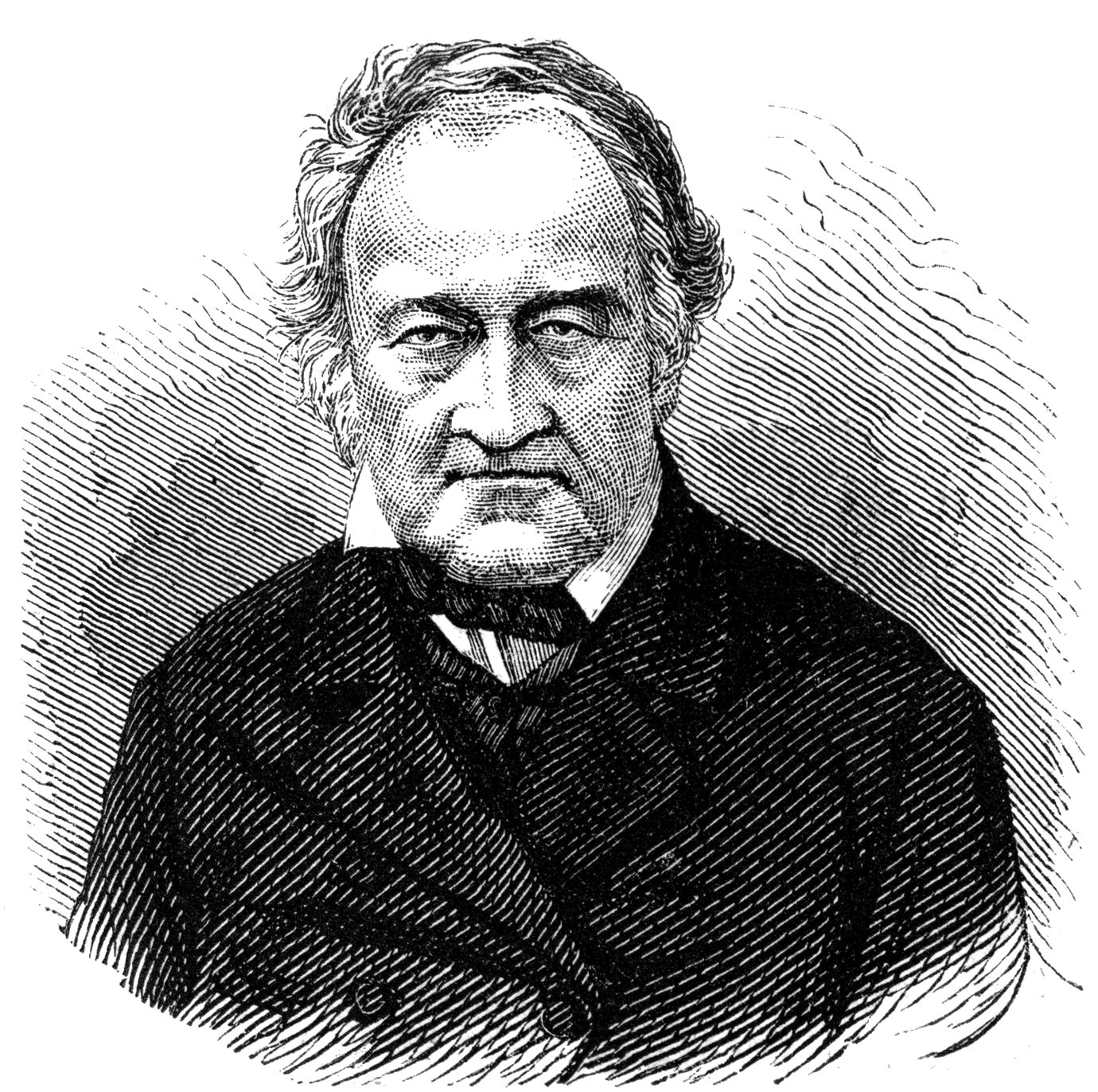
Ами Буэ (1794—1881), основатель Общества

Геологическое общество Франции (Французское геологическое общество) (фр. Société Géologique de France, SGF) — французская научная организация созданная в 1830 году для изучения геологических наук. Главной целью современного общества является развитие наук о Земле и других планетах.

## История
Основано в Париже, 17 марта 1830 года, Ами Буэ.
В 1840, 1853 и 1867 годах президентом Геологического общества Франции был Эдуард де Вернёй.
В 1878 году Общество организовало первую сессию Международного геологического конгресса.

## Современная деятельность
Общество организует научные встречи, дискуссии и конференции, занимается издательской деятельность, создаёт фонды и учреждает награды. Имеется собственная библиотека.
Печатным органом общества является Бюллетень Французского геологического общества (фр. Bulletin de la Société géologique de France), издающийся с 1830 года по настоящее время.

### Состав
- На 2006 год — Членами общества являются около 1200 человек (2006).
- Президент общества — Андре Шааф (2010, фр. André Schaaf).